# Квінт Цецилій Метелл Критський Сілан
Квінт Цецилій Метелл Критський Сілан (лат. Quintus Caecilius Metellus Creticus Silanus; 27 рік до н. е. — після 16 року н. е.) — політичний та військовий діяч ранньої Римської імперії, консул 7 року.

## Життєпис
Походив з роду Юніїв. Син Гая Юнія Сілана, консула 17 року до н. е. Замолоду був усиновлений Квінтом Цецилієм Метеллом, сином Квінта Цецилія Метелла Критського.
У 7 році н. е. був обраний консулом разом з Авлом Ліцинієм Нервою Сіліаном. У 16 році Метелл отримав посаду легата пропретора Сирії. У цей час цар Вірменії Вонон, що отримав престол при підтримці римлян й непопулярний у своїй державі, зазнав нападу з боку парфянського царя Артабана. Не бажаючи вступати у війну з парфянами, Метелл відмовився захищати Вонона, відкликав його до Сирії й оточив охороною, залишивши за ним царський титул. У 17 році імператор Тиберій змінив у Сирії Метелла на Гнея Пізона, бажаючи створити противагу Германіку, якого спрямовано на Схід з надзвичайним імперієм. Метелл не міг би виконувати цю роль, так як його донька була заручена з сином Германіка. Подальша доля Метелла невідома.

## Родина
Дружина — Скрибонія
Діти:
- Кретик Юній Сілан
- Юнія
- Квінт Цецилій Друз Лібон